# Wall (Remix)
Wall (Remix) è un singolo promozionale del gruppo musicale britannico Enter Shikari, pubblicato il 9 novembre 2009.
Il disco contiene il remix a opera di High Contrast di Wall, brano originariamente contenuto nel secondo album in studio degli Enter Shikari, Common Dreads. È stato incluso nella seconda raccolta della band, Tribalism, pubblicata nel 2010.

## Tracce
Testi di Rou Reynolds, musiche degli Enter Shikari.
1. Wall (Remix) – 4:33 – remix di High Contrast